# Liste der Bodendenkmale in Treplin
In der Liste der Bodendenkmale in Treplin sind alle Bodendenkmale der brandenburgischen Gemeinde Treplin und ihrer Ortsteile aufgelistet. Grundlage ist die Veröffentlichung der Landesdenkmalliste mit dem Stand vom 31. Dezember 2020.
Die Baudenkmale sind in der Liste der Baudenkmale in Treplin aufgeführt.

## Bodendenkmale
| Gemarkung                   | Flur | Kurzansprache                                                                         | Bodendenkmalnummer | Bemerkung                                                    | Bild |
| --------------------------- | ---- | ------------------------------------------------------------------------------------- | ------------------ | ------------------------------------------------------------ | ---- |
| Petershagen, Treplin (Lage) | 3, 4 | Siedlung slawisches Mittelalter, Siedlung Eisenzeit, Siedlung Bronzezeit              | 60521              | siehe auch Liste der Bodendenkmale in Petershagen/Eggersdorf |      |
| Treplin (Lage)              | 1, 4 | Preußische Schanze im Waldgebiet 1800 m nordöstlich der Alt Madlitzer Kirche.         | 60513              |                                                              |      |
| Treplin (Lage)              | 2    | Gräberfeld Bronzezeit                                                                 | 60514              |                                                              |      |
| Treplin (Lage)              | 1, 2 | Siedlung Urgeschichte                                                                 | 60515              |                                                              |      |
| Treplin (Lage)              | 4    | Siedlung Bronzezeit                                                                   | 60516              |                                                              |      |
| Treplin (Lage)              | 1, 2 | Dorfkern deutsches Mittelalter, Dorfkern Neuzeit, Einzelfund Neolithikum              | 60517              |                                                              |      |
| Treplin (Lage)              | 4    | Einzelfund deutsches Mittelalter, Siedlung Eisenzeit, Siedlung slawisches Mittelalter | 60518              |                                                              |      |
| Treplin (Lage)              | 2, 4 | Mühle Neuzeit, Mühle deutsches Mittelalter                                            | 60519              |                                                              |      |
| Treplin (Lage)              | 4    | Siedlung Urgeschichte                                                                 | 60520              |                                                              |      |
| Treplin (Lage)              | 4    | Gräberfeld Bronzezeit, Siedlung Bronzezeit, Siedlung Urgeschichte                     | 60522              |                                                              |      |
| Treplin (Lage)              | 4    | Siedlung Bronzezeit, Siedlung Eisenzeit                                               | 60523              |                                                              |      |